# Bataraza
Bataraza is een gemeente in de Filipijnse provincie Palawan op zo'n 236 km ten zuiden van de hoofdstad Puerto Princesa City. Bij de laatste census in 2007 had de gemeente ruim 53 duizend inwoners.

## Geografie

### Bestuurlijke indeling
Bataraza is onderverdeeld in de volgende 22 barangays:
| - Bono-Bono - Bulalacao - Buliluyan - Culandanum - Igang-Igang - Inogbong - Iwahig - Malihud - Malitub - Marangas - Ocayan | - Puring - Rio Tuba - Sandoval - Sapa - Sarong - Sumbiling - Tabud - Tagnato - Tagolango - Taratak - Tarusan |

## Demografie
Bataraza had bij de census van 2007 een inwoneraantal van 53.430 mensen. Dit zijn 11.972 mensen (28,9%) meer dan bij de vorige census van 2000. De gemiddelde jaarlijkse groei komt daarmee uit op 3,56%, hetgeen hoger is dan het landelijk jaarlijks gemiddelde over deze periode (2,04%). Vergeleken met de census van 1995 is het aantal mensen met 20.127 (60,4%) toegenomen.

De bevolkingsdichtheid van Bataraza was ten tijde van de laatste census, met 53.430 inwoners op 726,2 km², 45,9 mensen per km².